# Суб’єктивний добробут
Суб'єктивний добробут (англ. subjective well-being) — поняття, що описує особисте сприйняття та оцінку людиною якості свого життя. Зазвичай його розглядають як поєднання когнітивної оцінки задоволеності життям і емоційного стану (частоти позитивних та негативних переживань)[відсутнє в джерелі][відсутнє в джерелі]. Іншими словами, це «щастя» у науковому розумінні — коли людина «відчуває і думає, що її життя йде добре, а не погано»[відсутнє в джерелі]. Дослідження показують, що високий рівень суб'єктивного добробуту пов'язаний з кращим здоров'ям, міцнішими соціальними зв'язками та вищою продуктивністю праці[відсутнє в джерелі].

## Методи вимірювання
Суб'єктивний добробут найчастіше вимірюють за допомогою опитувань самооцінки. Зазвичай використовують такі підходи:
- Оцінка загальної задоволеності життям: стандартизовані запитання (наприклад, «Наскільки Ви задоволені своїм життям у цілому?») з відповіддю за шкалою (зазвичай від 0 до 10)[5][відсутнє в джерелі]. Цей «життєвий рейтинг» рекомендований, зокрема, ОЕСР[6] і світовими опитуваннями (ONS[7][відсутнє в джерелі], Євросоціальне опитування тощо).
- Шкали емоційного досвіду: опитування про частоту позитивних і негативних емоцій (наприклад, «Як часто Ви відчували щастя, тривогу, депресію протягом останнього дня?»). Наприклад, у модулі Gallup World Poll використовуються запитання про те, чи відчував респондент «щастя» або «стривоженість» «вчора»[8][відсутнє в джерелі][9].
- Спеціалізовані опитувальники: психологічні шкали, наприклад 4-пунктова Суб'єктивна шкала щастя (Lyubomirsky)[10] та 5-пунктова Шкала задоволеності життям (Diener et al.)[11], які акцентують на глобальних оцінках особистісного добробуту.

## Вплив на працівників та організації
Наукові дослідження вказують: суб'єктивний добробут працівників впливає на їхню продуктивність, залученість і ефективність. Наприклад, у звіті Служби хірурга США зазначено, що працівники з кращим психоемоційним здоров'ям «демонструють оптимальну ефективність». Дієнер і співавтори показали, що «щасливі» люди мають вищу продуктивність[відсутнє в джерелі].
У корпоративному середовищі Gallup повідомляє: залучені працівники без добробуту у 1,6 раза частіше переживають вигорання, на 48 % більше стресу та удвічі частіше мають негативні емоції. Компанії, що впроваджують програми підтримки психічного здоров'я, отримують зростання продуктивності та кращу корпоративну культуру[відсутнє в джерелі].

## Вимірювання добробуту в Україні
В українському контексті суб'єктивний добробут стає дедалі актуальнішим на тлі війни, економічної невизначеності та психологічного навантаження. Він є індикатором ментального здоров'я як окремих осіб, так і робочих колективів.
До цієї теми долучається і український бізнес. Наприклад, компанія Betobee впроваджує опитування для вимірювання рівня щастя серед працівників[відсутнє в джерелі]. Такий підхід дозволяє виявляти як джерела позитиву, так і зони ризику професійного вигорання.